# Rio Puni
Il Rio Puni (Punibach in tedesco) è un fiume dell'Alto Adige. Nasce dalla Cima dei Corvi, nelle Alpi Venoste, forma la Valle di Planol bagnando Planol, riceve le acque del rio Saldura e confluisce da sinistra nell'Adige presso Sluderno. Il corso del fiume è compreso nei comuni di Malles Venosta e Sluderno.